# Nuestro común amigo
Nuestro amigo común (en inglés original, Our Mutual Friend) es la última novela completa del escritor inglés Charles Dickens, publicada por entregas mensuales entre mayo de 1864 y noviembre de 1865. En muchos aspectos, es una de sus obras más sofisticadas y complejas, pues combina una gran profundidad psicológica con un rico análisis social. En un primer vistazo, parece centrarse, en palabras del crítico J. Hillis Miller, en el dinero, dinero, dinero, y lo que el dinero puede hacer de la vida (que es una cita de la propia novela, en boca de Bella, al final del Libro III, capítulo IV), pero un análisis más profundo demuestra que, sobre todo, se centra en los valores humanos y en su aplicación en la sociedad victoriana. Para muchos críticos y escritores como Italo Calvino, la novela es una obra maestra absoluta, en la que Dickens, pesimista y ya maduro, demuestra toda la fuerza de su prosa e inventiva en un auténtico ejercicio de virtuosismo literario.
En el capítulo inicial, un hombre joven se dirige a Londres a recibir la herencia paterna, la cual, de acuerdo con el testamento de su padre, solo podrá recibirla si se casa con Bella Wilfer, una joven hermosa pero a la que nunca ha conocido. Sin embargo, antes de llegar, se descubre un cadáver flotando en el río Támesis, y la policía lo identifica como el del heredero, de manera que se le da por muerto. La herencia pasa entonces a Boffin, un inculto obrero que trabajaba para su padre -que no sabe leer-, y los efectos de este hecho se extienden por todos los extremos de la sociedad londinense.

## Personajes principales
•	John Harmon- heredero a la propiedad de la familia Harmon, pero bajo la condición de que se case con Bella Wilfer. Presuntamente muerto durante la mayor parte de la novela, de hecho vive con el nombre de John Rokesmith y trabaja como secretario para los Boffin, con tal de conocer mejor la reacción de Bella, de los Boffin y de la gente en general ante su “muerte”. También usa el nombre de Julius Handford en su primer regreso a Londres. La muerte de Harmon y sus resurrecciones concuerda con los temas a los que Dickens recurría, como la resurrección del agua. Sus habilidades sociales y su moralidad son favorables, en contraste con las de Headstone, Hexam y los Lammles.
•	Bella Wilfer- nacida en la pobreza, pero con la esperanza de recibir la herencia de la familia Harmon, hasta que su prometido, John Harmon, muere y la deja sin un posible futuro. Aprende acerca de los problemas que puede atraer el dinero, al ser, hasta cierto punto, adoptada por los Boffin. Rechaza la propuesta de Rokesmith, pero después la acepta. Inicialmente descrita como “una mercenaria” con “no más esperanzas… más que ser una canalla”, atraviesa distintos cambios morales durante la historia. Al principio, solamente se preocupa por el dinero, pero después cabe destacar su habilidad para identificar las presiones sociales, para conseguir la felicidad sin que sea necesario el dinero. Conocida como un personaje vivo y lleno de sentimientos, extremadamente complejo, su relación con su padre es casi como la de una madre con su hijo, pues recurre frecuentemente a él y lo trata como a un niño, pero tiene problemas en su relación con su madre y sus hermanas.
•	Nicodemus Boffin- se vuelve rico al heredar la fortuna de la familia Harmon, cuando se da por muerto a John Harmon. Analfabeto y sin educación, pero en una constante lucha interna y externa por ser una persona de la clase alta, social y moralmente hablando, así que contrata a Silas Wegg para que le lea, en un intento de conseguir la inteligencia de la que carece. Es curioso y buena persona, moralmente. Le enseña a Bella todos los problemas que el dinero puede acarrear y le deja su herencia a ella y a John Harmon. Su personalidad es opuesta a la de los Veneering y los Podsnap.
•	Henrietta Boffin- esposa de Nicodemus Boffin, es una mujer muy femenina, que intenta llevar la vida que no tuvo mientras era pobre. Esto incluye su intento de adoptar a un niño llamado Jhonny, pero este muere. También, es quien se da cuenta de que Rokesmith es en realidad Harmon.
•	Lizzie Hexam- hija de Gaffer Hexam y hermana de Charley Hexam, cariñosa con su hermano, pero sabe que este tiene que escapar de la miseria en la que se encuentran para poder llegar a ser alguien en la vida. Así que lo ayuda a escapar de su casa, en la que, aparte de ellos dos, vive su padre. Amada por Bradley Headstone y por Eugene Wayburn, teme que la pasión salvaje de Bradley lastime a Eugene, y termina salvándolo de un intento de asesinato. Al final, se casa con Eugene. Actúa como un centro moral en la historia, al hacer varios sacrificios, y siempre es bondadosa. Al final, termina siendo muy feliz en su matrimonio.
•	Charley Hexam- hijo de Gaffer Hexam y hermano de Lizzie, originalmente un hermano muy bondadoso, pero después pasa a convertirse en sociópata, al estar encima de su hermana en la pirámide social. Desconoce a su hermana, por miedo a que lo asocien con la pobreza de la que proviene. Alumno de Bradley Headstone, con quien planea eliminar a Eugene Wayburn, para que así su maestro pueda estar con su hermana. A través de él, se observa cómo la sociedad podía descomponer a una persona moralmente.
•	Mortimer Lightwood- abogado y amigo de los Veneering, y también amigo de Eugene Wayburn. Es a través de él como el lector conoce la historia de la herencia de Harmon. Mortimer actúa como narrador, bajo una máscara llena de ironía, que usa al contar las historias. Mantiene una amistad verdadera con Eugene y siente respeto hacia Twemlow, mientras muestra su desconcierto con los eventos de la historia. Al mismo tiempo, siempre juzga lo que está pasando en la historia, y también actúa como un subconsciente moral y ético.
•	Eugene Wayburn- se podría decir que es el segundo héroe dentro de la novela. Actúa como un abogado y siempre se muestra como un caballero, aunque algo insolente. Amigo de Mortimer, se encuentra dentro de la disputa por el amor de Lizzie. Casi es asesinado por Bradley Headstone, pero Lizzie lo salva y lo revive como Harmon. Aunque al principio siempre se muestra como un personaje gris, al final se muestra muy alegre y feliz en su matrimonio con Lizzie.
•	Jenny Wren- su verdadero nombre es Fanny Cleaver, una creadora de muñecas. Lizzie se va con ella después de la muerte de su padre. Este personaje tiene ciertas deformidades físicas, pero esto no le impide mostrarse amable con los demás personajes. Lleva una relación extraña con su padre, al tratarlo como un niño. Muestra su generosidad al cuidar de Eugene después de ser atacado por Bradley Headstone. Presuntamente mantiene un romance con Sloppy, por lo que Dickens sería posteriormente criticado al poner esos dos personajes juntos, ya que ambos presentan deformidades.
•	Sr. Riah- encargado de una casa de préstamos. Judío, y supuestamente usado como una disculpa pública hacia los judíos después del papel que tuvo otro judío, llamado Fagin, en Oliver Twist. Es un personaje muy amable y humano, tanto que varios críticos han manifestado su descontento mencionando que una persona tan buena no puede existir ni existirá.